# Muscle court extenseur radial du carpe
Le muscle court extenseur radial du carpe (ou muscle deuxième radial externe ou muscle court radial) est un muscle de l'avant-bras. Il se situe dans le plan superficiel de la loge antebrachiale postérieure.

## Origine
Le muscle court extenseur radial du carpe se fixe sur la face antéro-latérale de l'épicondyle latéral de l'humérus  par l'intermédiaire du tendon commun des extenseurs, sur le ligament collatéral radial de l'articulation du coude et sur la cloison le séparant du muscle extenseur des doigts de la main. 

## Trajet
Le muscle court extenseur radial du carpe se dirige verticalement sur le bord latéral de l'avant bras et son tendon terminal participe à la formation de la paroi latérale de la tabatière anatomique, avec le tendon du muscle long abducteur du pouce.

## Insertion
Le muscle court extenseur radial du carpe s’insère en bas sur la face dorsale de la base du troisième métacarpien.

## Innervation
Le muscle court extenseur radial du carpe est innervé par le nerf du muscle court extenseur radial du carpe branche du rameau profond du nerf radial.

## Action
Ce muscle court extenseur radial du carpe est extenseur du poignet.

## Galerie

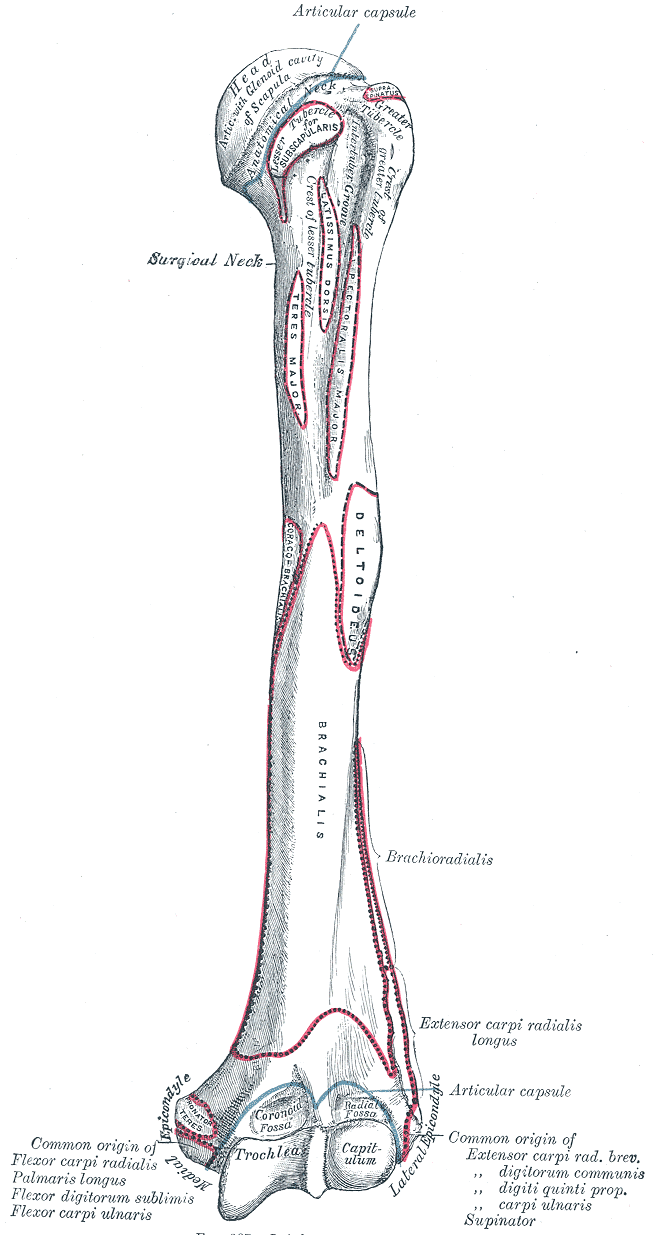
Origine humérale du muscle court extenseur radial du carpe (extensor carpi radialis brevis).
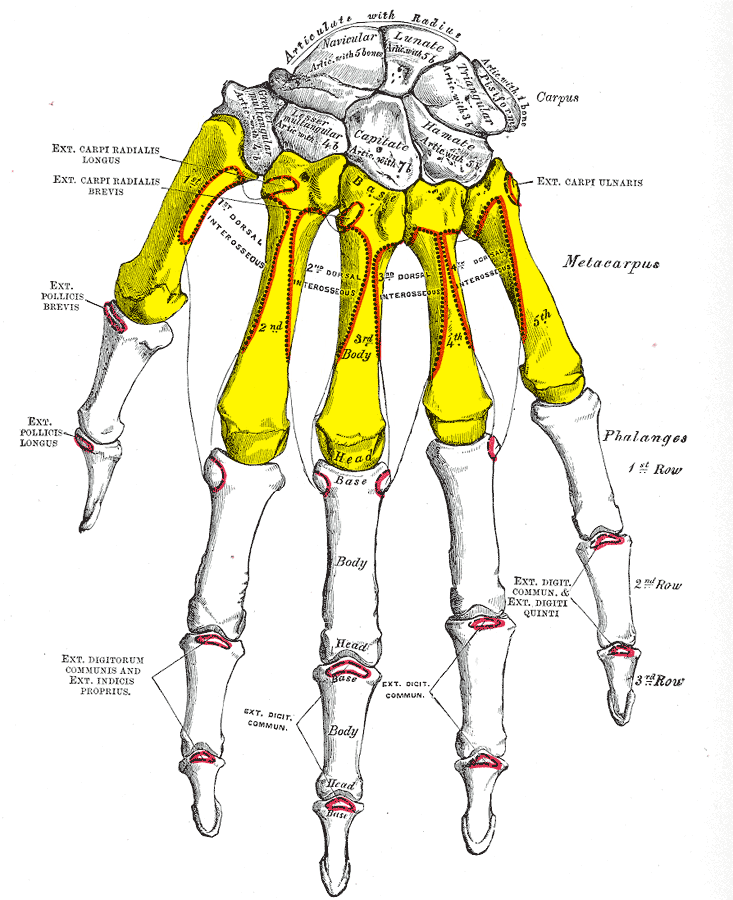
Insertion sur le troisième métacarpien du muscle long extenseur radial du carpe (extensor carpi radialis brevis).